# بيتر إليس تايلور
بيتر إليس تايلور (بالإنجليزية: Angus Ellis Taylor)‏ هو رياضياتي أمريكي، ولد في 13 أكتوبر 1911 في كريغ في الولايات المتحدة، وتوفي في 6 أبريل 1999 في بيركيلي في الولايات المتحدة.